# Oxydul
Oxydul ist ein veralteter Begriff für Oxide niedriger Oxidationsstufen.
Das Wort stammt von dem gr.-lat. Kunstwort „oxydum“ = „Oxid“ ab, die Suffigierung mit dem lat. Deminutiv auf „-ulus, -a, -um“, also „oxydulum“ bedeutet demzufolge „Oxidchen“, „kleines Oxid“. Es weist auf den niedrigen Sauerstoffgehalt (d. h. die geringe Oxidationsstufe) in Oxydulen im Vergleich zu den Oxyden (alte Schreibweise!) hin. 
Beispiele:
- das früher als Stickoxydul bezeichnete Distickstoffmonoxid.
- das früher als phosphorsaures Eisenoxydul bezeichnete Eisen(II)-phosphat.